# Vardenis (Aragatsotn)
Vardenis (in armeno Վարդենիս?, fino al 1969 Gyullidzha e Gyulluja) è un comune dell'Armenia di 604 abitanti (2001) della provincia di Aragatsotn.